# 2019 en catch

## Événements

### Janvier
- 4 janvier : la New Japan Pro Wrestling (NJPW) organise Wrestle Kingdom 13 (en).
- 27 janvier : la World Wrestling Entertainment (WWE) organise le Royal Rumble[1]

### Février
- 7 février - 14 février : la All Japan Pro Wrestling (AJPW) organise le tournoi Junior Battle of Glory remporté par Koji Iwamoto[2],[3].
- 17 février : la WWE organise Elimination Chamber[4]

### Mars
- 8 mars - 24 mars : la NJPW organise la New Japan Cup remporté par Kazuchika Okada[5],[6].
- 10 mars : la WWE organise Fastlane[4]
- 15 mars : le Consejo Mundial de Lucha Libre (CMLL) organise Homenaje a dos Leyendas 2019[7]

### Avril
- 4 avril - 29 avril : la AJPW organise le tournoi Champion Carnival remporté par Kento Miyahara[8],[9]
- 5 avril : la Major League Wrestling (MLW) organise Battle Riot II[10]
- 7 avril : la WWE organise WrestleMania 35[4]

### Juin
- 16 juin : la Lucha Libre AAA Worldwide (AAA) organise Verano de Escándalo[11]

## Retraites
- 21 février : Takashi Iizuka (52 ans)[12].
- 11 mars : Brie Bella (35 ans)[13]
- 24 mars : Nikki Bella (35 ans)[14]
- 1er avril : Amazing Red (37 ans)[15]
- 7 avril : Kurt Angle (50 ans)[16]
- 7 avril : Batista (50 ans)[17]
- 21 septembre : Lisa Marie Varon (48 ans)[18]

## Morts en 2019
- 2 janvier : Gene Okerlund, 76 ans[19].
- 5 janvier : Alexis Smirnoff (en) (né Michel Lamarche) mort d'une insuffisance rénale, 71 ans[20].
- 1er février : Les Thornton (en), 84 ans[21].
- 9 février : Salvatore Bellomo, 67 ans mort d'un cancer[22].
- 10 février : Koji Kitao, 55 ans mort d'une insuffisance rénale[23].
- 12 février : Pedro Morales, 76 ans[24].
- 4 mars : King Kong Bundy (né Christopher Alan Pallies), 61 ans[25].
- 7 mars : Dick Beyer, 88 ans[26].
- 9 mars : Wally Yamaguchi (en), 60 ans[27].
- 18 mars : Roger Kirby (en), mort d'une pneumonie, 79 ans[28].
- 11 mai : Silver King (né César Cuauhtémoc González Barrón) mort d'une crise cardiaque au cours d'un combat de catch, 51 ans[29].
- 16 mai : Ashley Massaro, 39 ans[30].
- 3 juin : Atsushi Aoki mort dans un accident en moto, 41 ans[31].
- 19 juin : Lionheart, 36 ans[32].
- 2 juillet : Jacques Rougeau (père), 89 ans[33].
- 3 juillet : Perro Aguayo, 73 ans[34].
- 1er août : Harley Race mort d'un cancer du poumon, 76 ans[35].